# Франсиско Луис Эктор де Каронделе
 Франсиско Луис Эктор де Каронделе, 5-й барон де Каронделе, виконт де Лангле, виконт де ла Эрстр, сеньор Эн-Сен-Пьер, рыцарь Мальтийского ордена (исп. Francisco Luis Héctor de Carondelet; 29 июля 1748, Нуайель-сюр-Сель, Франция — 10 августа 1807, Кито, вице-королевство Новая Гранада) — испанский дворянин, военный и колониальный губернатор. Он был интендантом Сан-Сальвадора с 1789 по 1791 год, губернатором Луизианы и Западной Флориды с 1791 по 1797 год и президентом Королевской аудиенсии Кито с 1797 года до своей смерти в 1807 году. Рыцарь Мальтийского ордена.

## Происхождение
Он родился в деревне Нуайель-сюр-Сель, на фламандской территории, ранее перешедшей под контроль Франции после франко-голландской войны. До этого, во время испанского правления Нидерландов, Каронделеты служили испанской монархии в качестве военных. Франсиско Луис Эктор родился в 1748 году и был сыном Хуана Николаса Кислена, 4-го барона Каронделет и Нуайель (1691—1775), и Марии Анджелины Бернарды де Босоист, виконтессы Лангле (1716—1778).
В силу Фамильного договора, позволившего многим французам вступить в испанскую армию, в возрасте пятнадцати лет он поступил кадетом в Валлонскую гвардию. В 1775 году он принял участие в Алжирской экспедиции. В 1783 году он был начальником 4-й дивизии в битве при Пенсаколе. В 1787 году он вернулся в Испанию и стал кавалером Мальтийского ордена.

## Брак и потомство
В 1777 году он женился на Марии Консепсьон Кастаньос Арагорри Уриарте-и-Олавиде (8 августа 1759 — 13 сентября 1831), которая была сестрой 1-го герцога Байлена. У них было двое детей:
- Луис Анхель де Каронделет-и-Кастаньос (1787—1869), 2-й герцог Байлен и 6-й барон Каронделет. Женился в 1813 году на Марии Гертрудис Донадо Гарсия
- Мария Фелипа Каэтана де Каронделет-и-Кастаньос, вышла замуж в 1810 году за Хуана Хосе Матеу-и-Эррера-Беррио (Ариас-Давила) (1783—1850), 8-го маркиза Маэнса и 12-го графа Пуньонростро (гранда Испании).

## Политическая карьера

### Интендант Сан-Сальвадора
11 июня 1789 года по рекомендации, сделанной ему его командиром во время осады Пенсаколы, губернатором Луизианы Бернардо де Гальвесом, он был назначен интендантом Сан-Сальвадора. Поскольку местное коренное население, работающее в производстве индиго, сильно сократилось, Карондолет нанял испанских рабочих. Их потомки — светловолосые и белокожие жители сегодняшнего департамента Чалатенанго.

### Губернатор Луизианы и Западной Флориды
После того, как его срок на посту губернатора Сальвадора закончился, он был назначен губернатором испанских колоний Луизианы и Западной Флориды с 1791 по 1797 год. Поскольку французский был его родным языком, он пользовался уважением среди французского креольского населения. Он основал первую газету Луизианы, Le Moniteur. Он внес множество улучшений в инфраструктуру Нового Орлеана, включая канал Каронделет и первое в городе уличное освещение. Тендеры уличного освещения (обслуживающие) выполняли функции сторожей и де-факто муниципальной полиции.
Около 1793 года он предоставил землю около Кейпа-Джирардо, штат Миссури, группе Черного Боба, вождя шауни.

### Экспансия США
Каронделет был обеспокоен экспансией США на запад и был вовлечен в полемику в Западной Флориде, которая касалась границы между Западной Флоридой и Соединенными Штатами. Он хотел помешать американской политике, направленной на обеспечение беспрепятственного доступа к реке Миссисипи, цель, которая заставила испанских колониальных властей опасаться за независимость Луизианы и Новой Испании. Работая через союз с индейскими племенами, Каронделет удалось на несколько лет помешать экспансии Америки на запад.
Однако США наконец добились ратификации (1795 г.) договора Пинкни, также известного как договор Сан-Лоренцо. Он установил намерения дружбы между США и Испанией и определил границы между США и испанскими колониями. Договор гарантировал Соединенным Штатам право судоходства по реке Миссисипи.

### Отношение к рабству
При вступлении в должность ему пришлось столкнуться с восстанием Мины в районе Новых дорог. Вступив в должность сразу после первых этапов гаитянской революции, Каронделет был обеспокоен тем, что жестокое обращение с рабами может спровоцировать новые восстания в Луизиане; следовательно, он сразу же ввел рабский кодекс, обеспечивающий некоторую защиту рабам, который предписывал стандарты количества и качества еды и одежды.
Эта инициатива создала определенную напряженность между ним и рабовладельцами. В ответ Каронделет установил более тесные отношения с рабами и населением свободного цвета. Он нанял 29 свободных цветных в ополчение и гордился тремя ротами, которые он сформировал из солдат африканского происхождения.

### Президент Президент Королевской аудиенсии Кито
После своего пребывания в Луизиане Каронделет занимал пост президента Королевской аудиенсии Кито с 1799 года до своей смерти в 1807 году, руководя территорией, включая современный Эквадор, части Перу и Колумбию. Он был известен как человек умеренный, воздерживавшийся от высокомерия и произвола, столь часто присущих функционерам. В 1803 году он помогал натуралистам Александру фон Гумбольдту и Эме Бонплану во время их визита в Кито. Образованный человек с прогрессивными интересами, он также помогал натуралисту и географу Франсиско Хосе де Кальдасу и оратору Хосе Мехиа Лекерика.
В 1803 году в Гуамоте, Колумбе и Ярукиес произошли индейские восстания. Карондолет наградил касика де Ликан Хосе Леандро Сепла-и-Оро званием рехидора дель кабильдо в Риобамба в 1805 году за его лояльность во время этих восстаний. Карондолет улучшил дорогу в Гуаякиль и был покровителем строительства купола собора Кито. После смерти 10 августа 1807 года он был погребен в соборе.

## Память в Северной и Южной Америке
- Канал Каронделет в Новом Орлеане был построен по его приказу и назван в его честь. (Он был засыпан в 1930-х годах, а его поворотный бассейн послужил источником названия улицы Бассейна.
- Каронделет-стрит в Новом Орлеане
- Ферма Каронделет в Сан-Диего, Калифорния, названа в честь улицы Нового Орлеана.
- Улица Каронделет в Мандевиле, Луизиана
- Каронделет, район в Сент-Луисе, штат Миссури.
- Форт Каронделет, форт, расположенный на реке Осейдж в округе Вернон, штат Миссури.
- Президентский дворец Каронделет в Кито, Эквадор
- Каронделет-стрит в Далласе, штат Техас. Более не существует. Когда железные дороги вошли в Даллас после 1872 года, права на железнодорожные пути в нижнем Северном Далласе затронули несколько улиц-первопроходцев. Каронделет был отрезан и перекрыт на пути к берегу реки, чтобы позволить железной дороге Миссури-Канзас-Техас построить дворы и станционные сооружения. Тупик улицы от Рынка на восток потерял свое название, когда стал частью Росс-авеню.